# Kanton Chillanes
Der Kanton Chillanes befindet sich in der Provinz Bolívar zentral in Ecuador. Er besitzt eine Fläche von 663 km². Im Jahr 2022 lag die Einwohnerzahl bei rund 19.800. Verwaltungssitz des Kantons ist die Ortschaft Chillanes mit 2681 Einwohnern (Stand 2010).

## Lage
Der Kanton Chillanes liegt im äußersten Süden der Provinz Bolívar. Ein vorandiner Höhenrücken durchzieht den Kanton in Nord-Süd-Richtung. Der Río Chimbo begrenzt den Kanton im Osten und im Süden. 
Der Kanton Chillanes grenzt im Norden an den Kanton San Miguel de Bolívar, im Osten an die Provinz Chimborazo, im Südwesten an die Provinz Guayas sowie im Westen an die Provinz Los Ríos.

## Verwaltungsgliederung
Der Kanton Chillanes ist in die Parroquia urbana („städtisches Kirchspiel“)
- Chillanes

und in die Parroquia rural („ländliches Kirchspiel“)
- San José del Tambo

gegliedert.

## Geschichte
Der Kanton Chillanes wurde am 1. Juni 1967 gegründet.
Entwicklung der Einwohnerzahl im Kanton Chillanes bei landesweiten Volkszählungen zum jeweiligen Gebietsstand:
| Jahr                    | Einwohner | +/-    |
| ----------------------- | --------- | ------ |
| 1974                    | 20.137    | –      |
| 1982                    | 20.129    | −0 %   |
| 1990                    | 20.477    | 1,7 %  |
| 2001                    | 18.685    | −8,8 % |
| 2010                    | 17.406    | −6,8 % |
| 2022                    | 19.802    | 13,8 % |
| Datenherkunft: Wikidata |           |        |